# Lista niemieckich asów myśliwskich z okresu II wojny światowej latających na samolotach odrzutowych

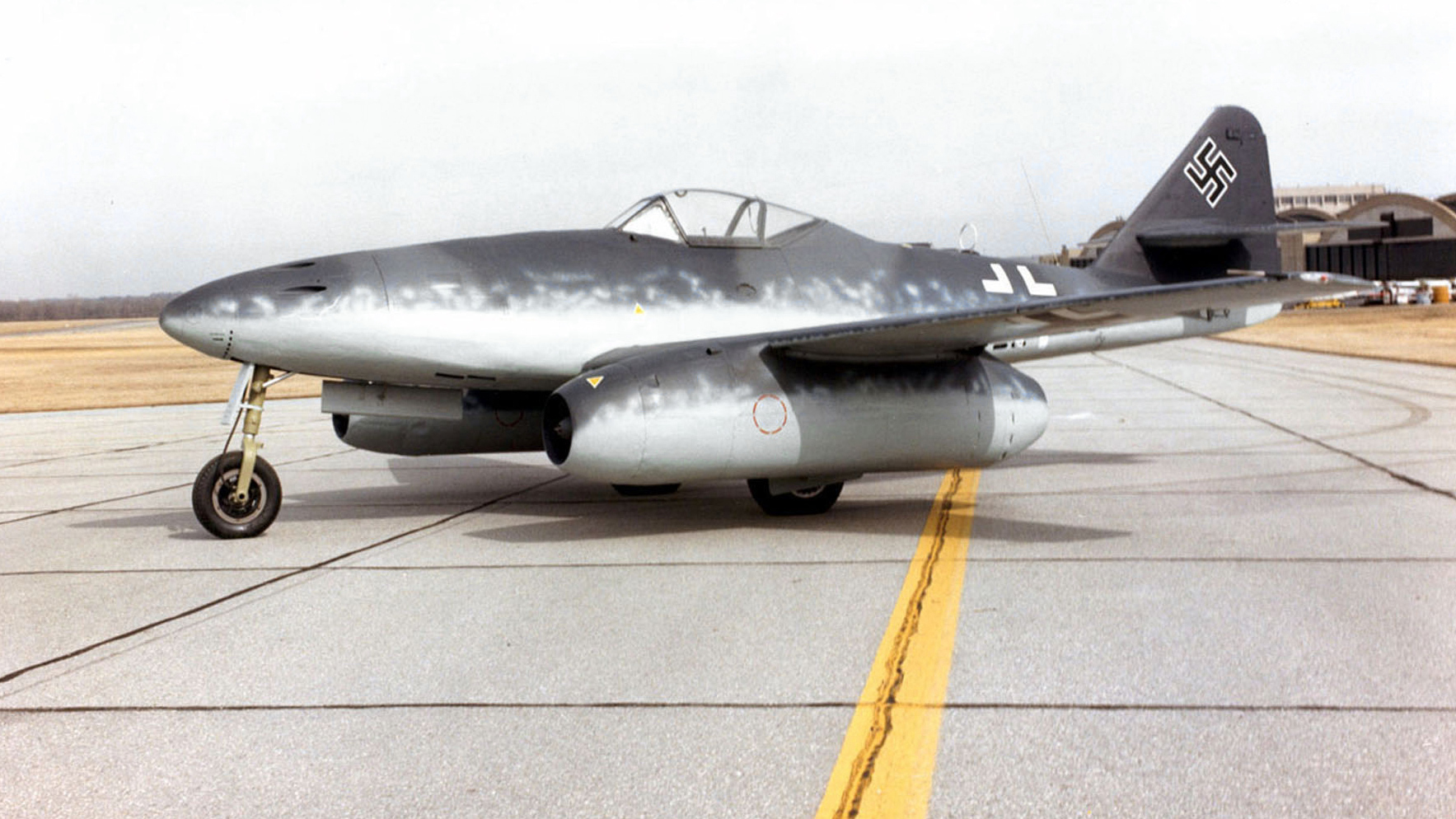
Messerschmitt Me 262A

As myśliwski to tytuł przyznawany pilotowi myśliwskiemu, który zestrzelił pięć lub więcej wrogich samolotów w czasie walki powietrznej.
Około 300 niemieckich pilotów uzyskało ten tytuł, latając na samolotach napędzanych silnikami tłokowymi. Jednak tylko 28 niemieckich pilotów zestrzeliło pięć lub więcej samolotów wroga, latając samolotem napędzanym silnikiem odrzutowym.

## Historia
Pierwszym potwierdzonym przez źródła alianckie zestrzeleniem wrogiego samolotu przez niemieckiego pilota samolotu odrzutowego było zniszczenie rozpoznawczego Mosquito PR XVI z 540 Dywizjonu Royal Air Force przez Leutnanta Joachima Webera 8 sierpnia 1944 roku w okolicach Ohlstadt. Załoga Mosquito w składzie Flight Lieutenant D. Matthewman i Flight Sergeant W. Stopford zginęła.
W literaturze spotyka się często informacje, jakoby pierwszym niemieckim zwycięstwem była walka jaką stoczył Alfred Schreiber 26 lipca 1944 r. (angielskie źródła podają datę 25 lipca). Zaatakował on wtedy rozpoznawczego Mosquito PR XVI w czasie lotu nad Alpami myśliwcem Messerschmitt Me 262 A-1a W.Nr. 130 017 (niemiecki: Werknummer – numer fabryczny). Jednak angielski samolot z załogą w składzie Lieutenant A.E. Wall i Pilot Officer A.S. Lobban, pomimo uszkodzeń, w rzeczywistości dotarł bezpiecznie do alianckiego lotniska Fermo we Włoszech. Innym kandydatem do bycia pierwszym zestrzelonym był Spitfire PR.IX, którego zestrzelenie Schreiber zgłosił 2 sierpnia 1944 r., źródła brytyjskie nie potwierdzają jednak tego faktu.
Od 1944 niemiecka Luftwaffe wprowadzała do służby operacyjnej nowe typy myśliwców odrzutowych i rakietowych. Poza Me 262 także Me 163 „Komet” i He 162 „Volksjäger” służyły w dywizjonach bojowych. Mimo że piloci tych samolotów zgłosili kilka zestrzeleń, to żaden z latających na tych samolotach nie uzyskał statusu asa.

## Niemieccy piloci
Poniższa lista jest domyślnie posortowana według liczby zgłoszonych zestrzeleń na podstawie książki German Jet Aces of World War 2.
    Taki kolor wraz z asteryskiem (*) oznacza, że pilot został bądź to zabity w czasie akcji bojowej, bądź zginął w wypadku lotniczym.
| Nazwisko              | Stopień         | Zwycięstwa na samolotach odrzutowych | Jednostka                 | Łącznie zestrzeleń | Uwagi |
| --------------------- | --------------- | ------------------------------------ | ------------------------- | ------------------ | --- |
| Kurt Welter           | Oberleutnant    | 20+                                  | Kdo Welter 10./NJG 11     | 63                 | |
| Heinrich Bär          | Oberstleutnant  | 16                                   | EJG 2 JV 44               | 220                | |
| Franz Schall*         | Hauptmann       | 14                                   | Kdo Nowotny JG 7          | 137                | zginął w wypadku lotniczym 10 kwietnia 1945 |
| Hermann Buchner       | Oberfeldwebel   | 12                                   | Kdo Nowotny JG 7          | 58                 | |
| Georg-Peter Eder      | Major           | 12                                   | Kdo Nowotny JG 7          | 78                 | ranny 16 lutego 1945 |
| Erich Rudorffer       | Major           | 12                                   | JG 7                      | 222                | |
| Karl Schnörrer        | Leutnant        | 11                                   | EKdo 262 Kdo Nowotny JG 7 | 46                 | ranny 30 marca 1945 |
| Erich Büttner*        | Oberfeldwebel   | 8                                    | EKdo 262 Kdo Nowotny JG 7 | 8                  | zginął w akcji 20 marca 1945 |
| Helmut Lennartz       | Feldfebel       | 8                                    | EKdo 262 Kdo Nowotny JG 7 | 13                 | pierwsze zwycięstwo powietrzne samolotu odrzutowego nad B-17 Flying Fortress – 15 sierpnia 1944 |
| Rudolf Rademacher     | Leutnant        | 8                                    | JG 7                      | 126                | |
| Walter Schuck         | Oberleutnant    | 8                                    | JG 7                      | 206                | |
| Günther Wegmann       | Oberleutnant    | 8                                    | EKdo 262 JG 7             | 14                 | ranny 18 marca 1945 |
| Hans-Dieter Weihs     | Leutnant        | 8                                    | JG 7                      | 8                  | kolizja w powietrzu z Hansem Waldmannem 18 marca 1945, Waldmann zginął |
| Theodor Weissenberger | Major           | 8                                    | JG 7                      | 208                | |
| Alfred Ambs           | Leutnant        | 7                                    | JG 7                      | 7                  | |
| Heinz Arnold*         | Oberfeldwebel   | 7                                    | JG 7                      | 49                 | zginął w akcji 17 kwietnia 1945, samolot Arnolda, Me 262 A-1a W.Nr.500491 "Żółta 7" z II./JG 7 noszący jego osobisty rejestr zwycięstw powietrznych znajduje się na wystawie w Smithsonian Institution, Waszyngton, USA |
| Karl-Heinz Becker     | Feldwebel       | 7                                    | 10./NJG 11                | 7                  | |
| Adolf Galland         | Generalleutnant | 7                                    | JV 44                     | 104                | ranny 26 kwietnia 1945 |
| Franz Köster          | Unteroffizier   | 7                                    | EJG 2 JG 7 JV 44          | 7                  | |
| Fritz Müller          | Leutnant        | 6                                    | JG 7                      | 22                 | |
| Johannes Steinhoff    | Oberst          | 6                                    | JG 7 JV 44                | 176                | ranny 18 kwietnia 1945 |
| Helmut Baudach*       | Oberfeldwebel   | 5                                    | Kdo Nowotny JG 7          | 20                 | zginął w akcji 22 lutego 1945 |
| Heinrich Ehrler*      | Major           | 5                                    | JG 7                      | 206                | zginął w akcji 4 kwietnia 1945 |
| Hans Grünberg         | Oberleutnant    | 5                                    | JG 7 JV 44                | 82                 | |
| Joseph Heim*          | Gefreiter       | 5                                    | JG 7                      | 5                  | zginął w akcji 10 kwietnia 1945 |
| Klaus Neumann         | Leutnant        | 5                                    | JG 7 JV 44                | 37                 | |
| Alfred Schreiber*     | Leutnant        | 5                                    | Kdo Nowotny JG 7          | 5                  | pierwszy as odrzutowy w historii, zginął w wypadku lotniczym 26 listopada 1944 |
| Wolfgang Späte        | Major           | 5                                    | (JG 400) JV 44            | 99                 | |